# Sibiville
Sibiville | é uma comuna francesa na região administrativa de Altos da França, no departamento de Pas-de-Calais. Estende-se por uma área de 7,35 km². Em 2010 a comuna tinha 113 habitantes (densidade: 15,4 hab./km²).